# Миллс, Джон Эванс Атта
Джон Эванс Атта Миллс (англ. John Evans Atta Mills; 21 июля 1944[…], Тарква, Западный Регион — 24 июля 2012[…], Аккра) — президент Ганы (2009—2012).

## Биография
В 1963 году окончил колледж Ачимота, в 1967 году степенью бакалавра юриспруденции окончил университет Ганы в Легоне, год проучился в Школе восточных и африканских исследований Лондонского университета и вошёл в число немногих африканских студентов, отобранных для учебы в Стэнфордской школе права в США. По возвращении в Лондон в возрасте 27 лет защитил докторскую диссертацию по теме «Налогообложение и развитие».
- В 1974—2008 годах — преподавал в Университете Ганы на факультете юриспруденции. Автор работ «Освобождение дивидендов от налогообложения: критический анализ» (1977), «Доклад о налоговом обложении» в трёх частях (1977), «Система налогообложения в Гане и иностранные инвестиции» (1978)[6]. Являлся членом совета Ганской фондовой биржи, членом совета опекунов шахтёров, членом административного комитета содружества налоговых работников при ООН, а также готовил к редакции журнал о налогообложении Ганы.
- В 1988—1996 годах — работал специальным уполномоченным государственной налоговой службы Ганы, сначала на временной, а потом на постоянной основе.
- В 1997—2001 годах — вице-президент Ганы от партии Национальный демократический конгресс (НДК). Дважды неудачно баллотировался на пост главы государства (2000 и 2004).

На президентских выборах в декабре 2008 года во втором туре с минимальным отрывом в 0,5 % опередил своего оппонента от правящей Новой патриотической партии Нана Акуфо-Аддо.
К достижениям правительства Миллса следует отнести борьбу с инфляцией: в 2012 году она была 8 % — самый низкий показатель за последние 40 лет, снижение дефицита бюджета с 14,5 % в 2008 году до 2 % в 2012. Рост ВВП в 2011 составил 14 % — один из лучших результатов среди всех стран мира.
Увлекался хоккеем на траве, был членом Национальной хоккейной команды Ганы «Чёрные звёзды».
Умер 24 июля 2012 года, находясь на посту президента. Страдал от рака гортани и ранее проходил лечение в США, однако продолжал активно работать до последних дней и планировал переизбрание в декабре 2012 года.

## Публикации
Миллз опубликовал десятки публикаций, включая:
- Taxation of Periodical or Deferred Payments arising from the Sale of Fixed Capital (1974)
- Exemption of Dividends from Income Taxation: A Critical Appraisal (1977)
- Report of the Tax Review Commission, Ghana, parts 1, 2 & 3 (1977)
- Ghana’s Income Tax Laws and the Investor (Межфакультетская лекция, опубликованная Университетом Ганы, 1978)[11]